# Bredebron
De Bredebron is een beek in Nederlands Zuid-Limburg in de gemeente Gulpen-Wittem. De beek ligt in buurtschap Terziet, tussen de Kuttingerweg en de Terzieterweg, ten zuiden van Epen op de rechteroever van de Terzieterbeek, een zijrivier van de Geul.
De beek heeft slechts één tak.

## Ligging
De beek ligt in het Geuldal op de westelijke helling van een lage heuvelrug waarop het gehucht Kuttingen gelegen is. De beek ontspringt achter een boerderij hoog op de helling van de heuvelrug op ongeveer 157 meter boven de zeespiegel. De beek stroomt daarna in noordwestelijke richting om na ongeveer een 400 meter bij Terziet te eindigen. Hier mondt de beek tussen de Helbergbeek en de Fröschebron in de Terzieterbeek uit op een hoogte van ongeveer 130 meter boven de zeespiegel.